# Natriciteres
Genre
Natriciteres est un genre de serpents de la famille des Natricidae. 

## Répartition
Les six espèces de ce genre se rencontrent en Afrique subsaharienne.

## Liste des espèces
Selon The Reptile Database (30 décembre 2015) :
- Natriciteres bipostocularis Broadley, 1962
- Natriciteres fuliginoides (Günther, 1858)
- Natriciteres olivacea (Peters, 1854)
- Natriciteres pembana (Loveridge, 1935)
- Natriciteres sylvatica Broadley, 1966
- Natriciteres variegata (Peters, 1861)

## Publication originale
- Loveridge, 1953 : Zoological Results of a fifth expedition to East Africa. III. Reptiles from Nyasaland and Tete. Bulletin of the Museum of Comparative Zoology at Harvard College, vol. 110, no 3, p. 142-322 (texte intégral).